# 多喜二・百合子賞
多喜二・百合子賞（たきじゆりこしょう）は、1969年に創設された、民主主義文学のすぐれた作品（ジャンルは問わない）に与えられる賞である。日本共産党が、党員作家であった小林多喜二と宮本百合子を記念して設けたものである。毎年2月20日の、小林多喜二の命日に発表される。2005年をもって休止された。

## 過去の受賞
- 第1回（1969年）
  - 伊東信『地獄鉤』（小説）
  - 松田解子『おりん口伝』（小説）
- 第2回（1970年）
  - 江口渙『わけしいのちの歌』（短歌）
  - 中里喜昭『仮のねむり』（小説）
- 第3回（1971年）
  - 霜多正次『明けもどろ』（小説）
- 第4回（1972年）
  - 該当作なし
- 第5回（1973年）
  - 手塚英孝『落葉をまく庭』（小説）
- 第6回（1974年）
  - 該当作なし
- 第7回（1975年）
  - 及川和男『深き流れとなりて』（小説）
  - 橋本夢道『無類の妻』（俳句）
- 第8回（1976年）
  - 津田孝『現代の政治と作家たち』（評論）
  - 西沢舜一『文学と現代イデオロギー』（評論）
  - 佐藤静夫『戦後文学の三十年』（評論）
  - 松本正雄『過去と記憶』（評論）
- 第9回（1977年）
  - 伊藤信吉（一連の詩作品）
- 第10回（1978年）
  - 窪田精『海霧のある原野』（小説）
  - 碓田のぼる『花どき』（短歌）
- 第11回（1979年）
  - 岩間正男『風雪のなか』（短歌）
- 第12回（1980年）
  - 吉開那津子『前夜』（小説）
  - 古沢太穂『捲かるる鴎』（俳句）
- 第13回（1981年）
  - 水野明善『近代文学の成立と宮本百合子』（評論）
- 第14回（1982年）
  - 山口勇子『荒れ地野ばら』（小説）
  - 山岸一章『聳ゆるマスト』（記録）
- 第15回（1983年）
  - 草鹿外吉『灰色の海』（小説）
- 第16回（1984年）
  - 該当作なし
- 第17回（1985年）
  - 大島博光『ひとを愛するものは』（詩）
  - 佐藤貴美子『母さんの樹』（小説）
- 第18回（1986年）
  - 三谷秀治『火の鎖』（小説）
  - 八坂スミ『わたしは生きる』（短歌）
- 第19回（1987年）
  - 稲沢潤子『地熱』（小説）
- 第20回（1988年）
  - 宮寺清一『和歌子・夏』（小説）
  - 森与志男『炎の暦』（小説）
- 第21回（1989年）
  - 右遠俊郎『小説 朝日茂』（小説）
  - 小林茂夫『プロレタリア文学の作家たち』（評論）
- 第22回（1990年）
  - 中村泰行『ポストモダニズムの幻影』（評論）
- 第23回（1991年）
  - 土井大助『朝のひかりが』（詩）
- 第24回（1992年）
  - 窪田精〈長編三部作〉（小説）
- 第25回（1993年）
  - 浅尾忠男『秩父困民紀行』（詩）
- 第26回（1994年）
  - 田島一『遠景の森』（小説）
- 第27回（1995年）
  - 城侑『被爆一七〇〇〇の日々』（詩）
- 第28回（1996年）
  - 該当作なし
- 第29回（1997年）　
  - なかむらみのる『山峡の町で』（小説）
- 第30回（1998年）
  - 該当作なし
- 第31回（1999年）
  - 該当作なし
- 第32回（2000年）
  - 平瀬誠一『鳥たちの影』（小説）
- 第33回（2001年）
  - 該当作なし
- 第34回（2002年）
  - 冬敏之『ハンセン病療養所』（小説）
- 第35回（2003年）
  - 旭爪あかね『稲の旋律』（小説）
- 第36回（2004年）
  - 該当作なし
- 第37回（2005年）
  - 該当作なし